# Österreichisch-tschechische Beziehungen
Die Österreichisch-tschechische Beziehungen sind das zwischenstaatliche Verhältnis zwischen der Republik Österreich und der Tschechischen Republik.
Beide Länder waren zwischen 1526 und 1918 Teil der Habsburgermonarchie, wodurch gewachsene historische Bindungen bestehen. Nach dem Zerfall der Monarchie waren die Beziehungen Österreichs zur Tschechoslowakei zunächst von der Altlast der Nationalitätenkonflikte in Österreich-Ungarn geprägt, welche sich in der Problematik der Sudetendeutschen fortsetzten. Der Kalte Krieg führte zu einer Trennung durch den Eisernen Vorhang und zu ideologischen Gegensätzen zwischen beiden Regierungen. Während der Niederschlagung des Prager Frühling zeigte Österreich sich solidarisch mit der Bevölkerung und nahm zeitweise 100.000 Flüchtlinge aus dem Nachbarland auf. Erst nach der Grenzöffnung 1989 konnten die politischen, wirtschaftlichen und kulturellen Beziehungen wieder deutlich intensiviert werden, nachdem entscheidende Streitpunkte gemeinsam ausgeräumt wurden.
Seit dem Beitritt Tschechiens zur EU 2004 und zum Schengen-Raum 2008 besteht zwischen den Nachbarländern freier Waren- und Personenverkehr. In der Gegenwart bestehen weitgehend problemfreie und freundschaftliche Beziehungen.

## Geschichte

### Frühe Beziehungen

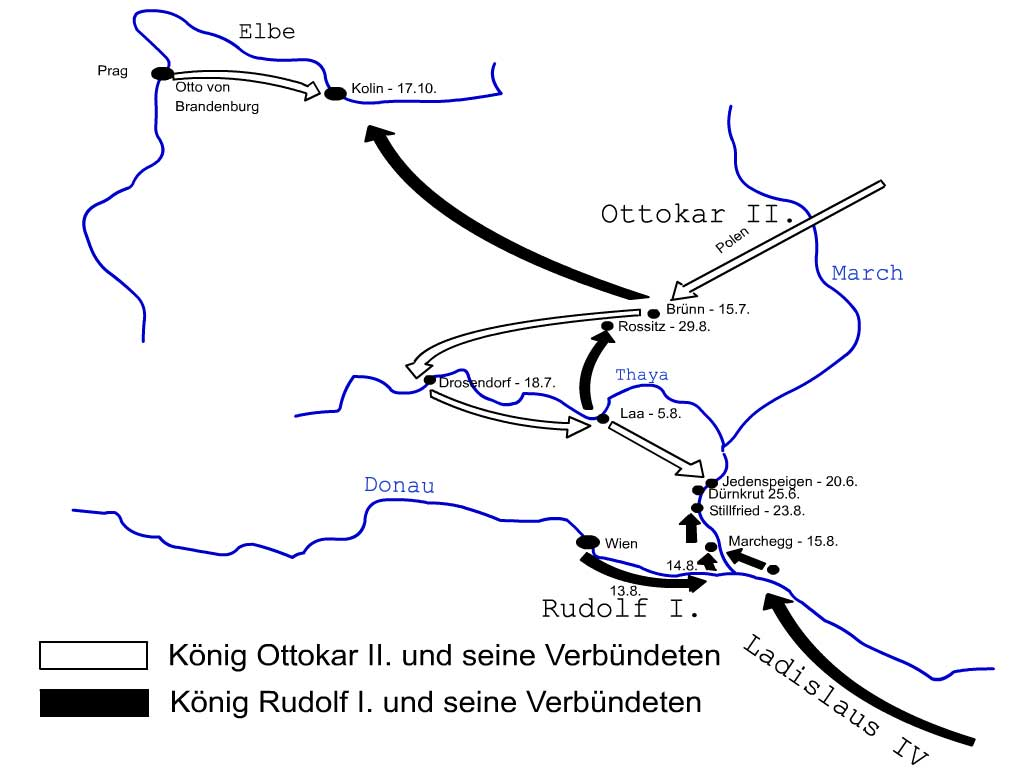
Schlacht auf dem Marchfeld 1278

Die Beziehungen zwischen den Böhmischen Ländern und dem Herzogtum Österreich reichen bis ins Mittelalter zurück. Böhmen war seit dem 10. Jahrhundert Teil des Heiligen Römischen Reiches und entwickelte sich unter der einheimischen Přemysliden-Dynastie zu einem mächtigen Königreich und einem den wichtigsten Ländern des Reiches. Der böhmische König Ottokar II. Přemysl  dehnte nach dem Aussterben der Babenberger-Herzöge im 13. Jahrhundert seinen Einfluss über große Teile des heutigen Österreich aus. Sein Machtstreben führte zum Konflikt mit dem Habsburger Rudolf I., der Ottokar in der Schlacht auf dem Marchfeld 1278 besiegte.
1306 übernahmen die Habsburger für einen Monat den böhmischen Thron, bevor sie vom Haus Luxemburg verdrängt wurden, die für 100 Jahre herrschten. Ihre Herrschaft wurde schließlich durch die Hussitenkriege beendet, die nicht nur Böhmen, sondern auch Teile Österreichs verwüsteten. Die Hussiten unternahmen verheerende Raubzüge, die bis nach Mähren, Schlesien, Sachsen, Bayern sowie in Teile Ober- und Niederösterreichs führten. 1437 wurde kurzzeitig Albrecht von Habsburg König von Böhmen, starb jedoch nach nur zwei Jahren im Amt. Danach kam Böhmen unter die Herrschaft der polnisch-litauischen Jagiellonen-Dynastie. Als der böhmische und ungarische König Ludwig II. 1526 in der Schlacht bei Mohács fiel, fiel die böhmische Krone im Zuge der Königswahl an Erzherzog Ferdinand I. von Österreich. Damit begann die jahrhundertelange Herrschaft der Habsburger in den Ländern der Böhmischen Krone.

### Habsburgisches Tschechien

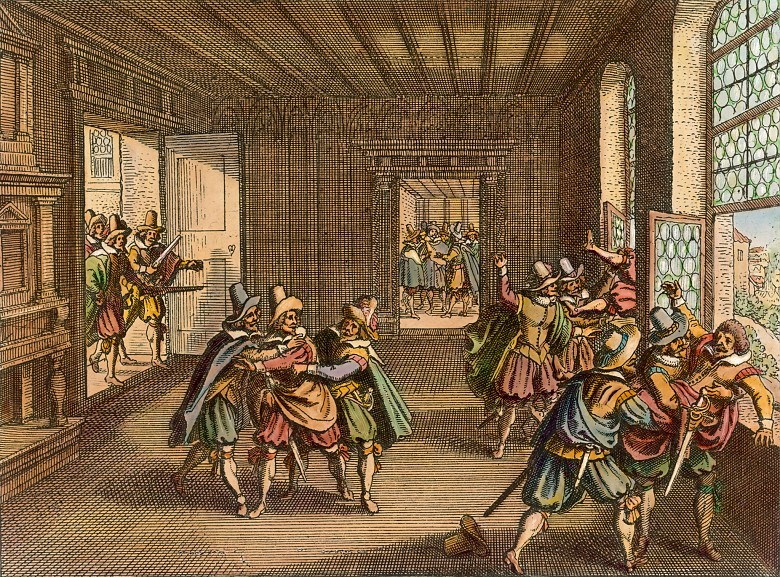
Darstellung des Prager Fenstersturzes

Unter habsburgischer Herrschaft (1526–1918) wurden Böhmen, Mähren und Schlesien in das Vielvölkerreich der Habsburgermonarchie integriert. Die Habsburger versuchten eine zentralisierte Verwaltung durchzusetzen und förderten im Zuge der Gegenreformation die Rekatholisierung der vormals teils protestantischen böhmischen Stände. Die böhmischen Stände lehnten sich 1618 gegen die habsburgische Politik auf und wählten einen eigenen König. Der Zweite Prager Fenstersturz löste in diesem Jahr den Dreißigjährigen Krieg aus, der Böhmen und das gesamte Heilige Römische Reich verwüstete. Der Aufstand wurde 1620 in der Schlacht am Weißen Berg niedergeschlagen, worauf Böhmen seine politische Eigenständigkeit für fast 300 Jahre verlor. Infolge der Niederlage wurden die Privilegien des böhmischen Adels beschnitten, die Verwaltung endgültig nach Wien verlegt und der Bevölkerung der Übertritt zum Katholizismus aufgezwungen.
Im 18. Jahrhundert leiteten die Habsburger Herrscher Maria Theresia und Joseph II. umfassende Reformen ein, die zu einer strafferen Verwaltung und teilweise Germanisierung führten. Gleichzeitig erlebten die Böhmischen Kronländer einen ökonomischen Aufschwung: Böhmen war um 1800 das industrielle Zentrum der Monarchie. In der zweiten Hälfte des 19. Jahrhunderts entwickelte sich Prag zu einer modernen Großstadt.
Die tschechische Nationalbewegung gewann im Laufe des 19. Jahrhunderts an Stärke und forderte mehr politische Gleichberechtigung innerhalb des Reiches. Versuche tschechischer Politiker, in der Revolution von 1848 und später durch Verhandlungen (z. B. nach dem österreichisch-ungarischen Ausgleich von 1867), eine föderalistische Umgestaltung der Monarchie durch einen österreichisch-tschechischen Ausgleich zu erreichen, blieben jedoch erfolglos. Tschechen stellten in der Habsburgermonarchie um 1910 die drittgrößte Volksgruppe (in Böhmen: ca. 64 % und in Mähren ca. 71 % sowie in Schlesien ca. 25 %) und das Verhältnis zu den Deutschsprachigen war nicht völlig konfliktfrei. Nach über 370 Jahren habsburgischer Herrschaft brach das Vielvölkerreich Österreich-Ungarn schließlich am Ende des Ersten Weltkriegs zusammen, und die Tschechen gründeten gemeinsam mit den Slowaken einen unabhängigen Nationalstaat.

### Österreichisch-tschechoslowakische Beziehungen

#### Weltkriege und Zwischenkriegszeit

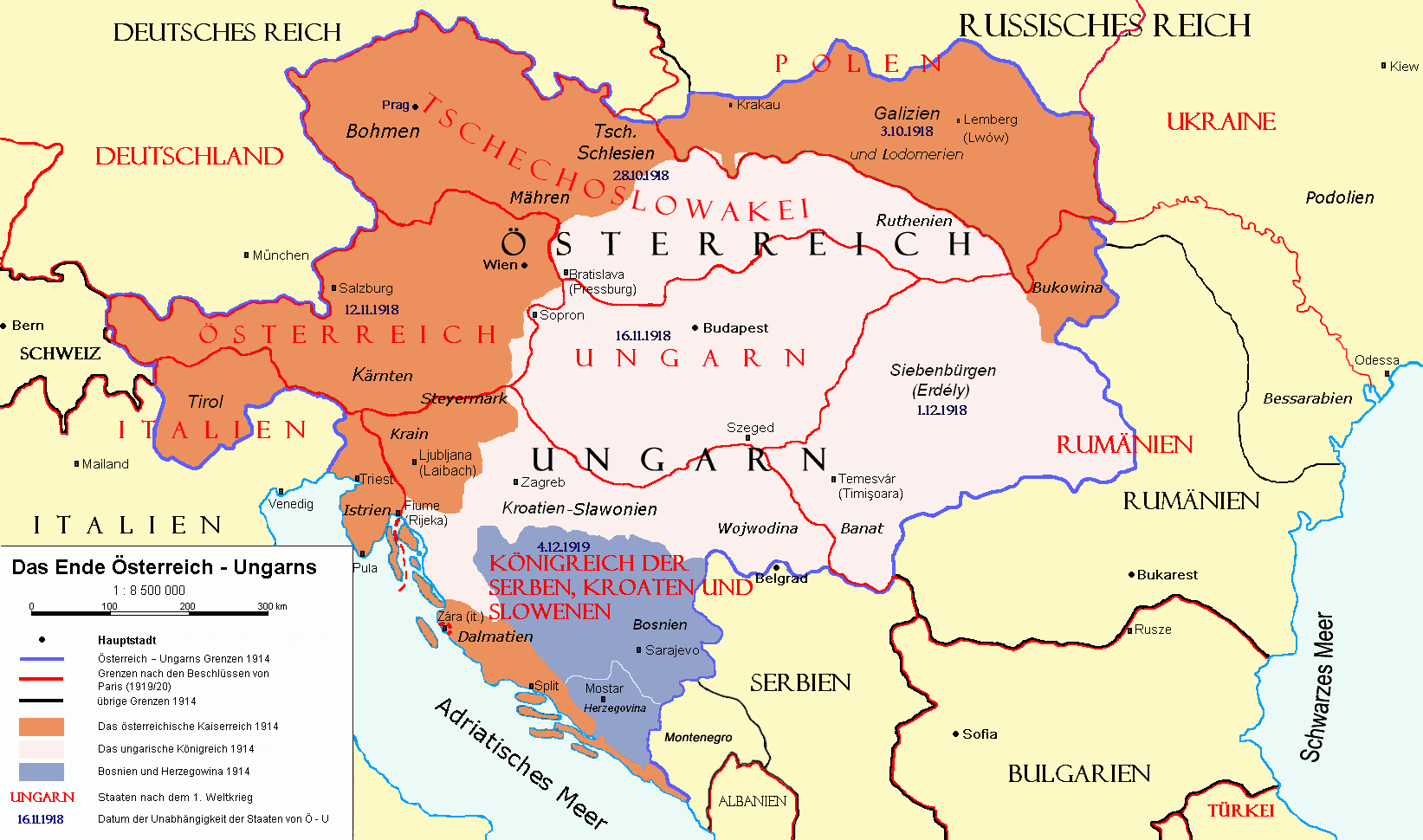
Die Aufteilung Österreich-Ungarns nach dem Ersten Weltkrieg

Nach dem Zerfall Österreich-Ungarns entstand 1918 die unabhängige Tschechoslowakei, während in Wien die Republik Deutschösterreich ausgerufen wurde. Die neuen Nachbarstaaten knüpften 1920 offizielle Beziehungen an, doch waren diese anfangs durch verschiedene offene Fragen aus der Auflösung der Doppelmonarchie belastet. So mussten etwa Vermögens- und Grenzfragen geklärt werden. Die tschechoslowakische Regierung stand Österreich (insbesondere dessen Bestreben nach einem Anschluss an Deutschland) mit Zurückhaltung gegenüber. Nichtsdestotrotz entwickelten sich pragmatische wirtschaftliche Kontakte, und die Tschechoslowakei gehörte bald zu den wichtigsten Handelspartnern Österreichs. Die Tschechoslowakei selbst erlebte in den 1920er-Jahren eine Periode demokratischer Stabilität und wirtschaftlicher Prosperität und zählte zu den zehn höchstentwickelten Industrienationen der Welt. Diese Phase endete infolge der Expansion des nationalsozialistischen Deutschen Reiches: Durch das Münchner Abkommen von 1938 verlor die Tschechoslowakei das Sudetenland an Deutschland, und im März 1939 zerschlug die deutsche Besatzungsmacht den tschechoslowakischen Staat vollständig. Österreich hatte bereits im März 1938 durch den „Anschluss“ seine Eigenstaatlichkeit verloren und war nun Teil des Deutschen Reiches.
In den Jahren des Zweiten Weltkriegs bestanden daher keine offiziellen Beziehungen zwischen Prag und Wien. Die Gebiete der Tschechoslowakei wurden durch das Vorrücken der Roten und der US-amerikanischen Armee erreicht. Nach Kriegsende wurde die Tschechoslowakei 1945 als souveräner Staat wiederhergestellt. Österreich wurde von den Alliierten besetzt und 1955 in die volle Souveränität entlassen. Bereits im November 1945 erkannte die tschechoslowakische Regierung die provisorische Regierung Österreichs unter Karl Renner an und stellte damit die Weichen für die Wiederaufnahme diplomatischer Beziehungen.

#### Kalter Krieg

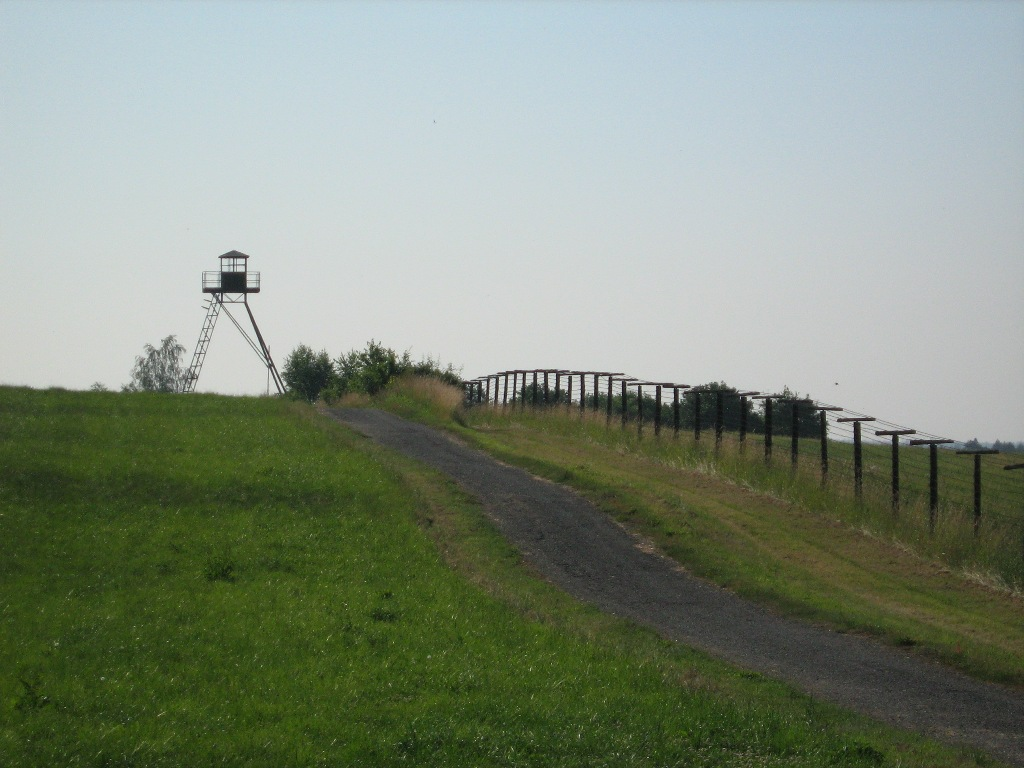
Erhaltenes Stück des Eisernen Vorhangs zwischen Čížov und Hardegg

Im beginnenden Ost-West-Konflikt gerieten die Beziehungen der beiden Nachbarländer in den Schatten des „Eisernen Vorhangs“. Die Tschechoslowakei wurde Teil des sowjetisch dominierten Ostblocks, während Österreich 1955 seine immerwährende Neutralität proklamierte und sich politisch wie wirtschaftlich an den Westen anlehnte. Trotz der formalen Neutralität blieben die direkten Kontakte in den ersten Nachkriegsjahrzehnten begrenzt und waren von ideologischen Gegensätzen geprägt. Nach dem kommunistischen Umsturz von 1948 flohen etwa 60.000 Tschechoslowaken vor dem neuen Regime in den Westen, viele davon auch nach Österreich. Die Niederschlagung der liberalisierenden Bewegung des Prager Frühlings 1968 durch Truppen des Warschauer Pakts löste eine noch größere Fluchtbewegung aus: Rund 100.000 Tschechen und Slowaken suchten 1968/69 vorübergehend Zuflucht in Wien. Die österreichische Bevölkerung begegnete den Flüchtlingen mit großer Hilfsbereitschaft; es wurden in Schulen Notquartiere eingerichtet, und der ORF strahlte Sondernachrichten auf Tschechisch aus. 1975 vereinbarten Prag und Wien die Aufwertung ihrer Gesandtschaften zu Botschaften, was die schrittweise Normalisierung der Beziehungen unterstrich, insgesamt blieben die Begegnungen bis 1989 jedoch verhalten und vom Ost-West-Gegensatz geprägt. Im Zuge der Samtenen Revolutionen von 1989 kam es zum entscheidenden Durchbruch. Am 17. Dezember 1989 durchtrennten Außenminister Alois Mock und sein tschechoslowakischer Amtskollege Jiří Dienstbier symbolisch den Stacheldrahtzaun an der gemeinsamen Grenze.

### Beziehungen nach 1990

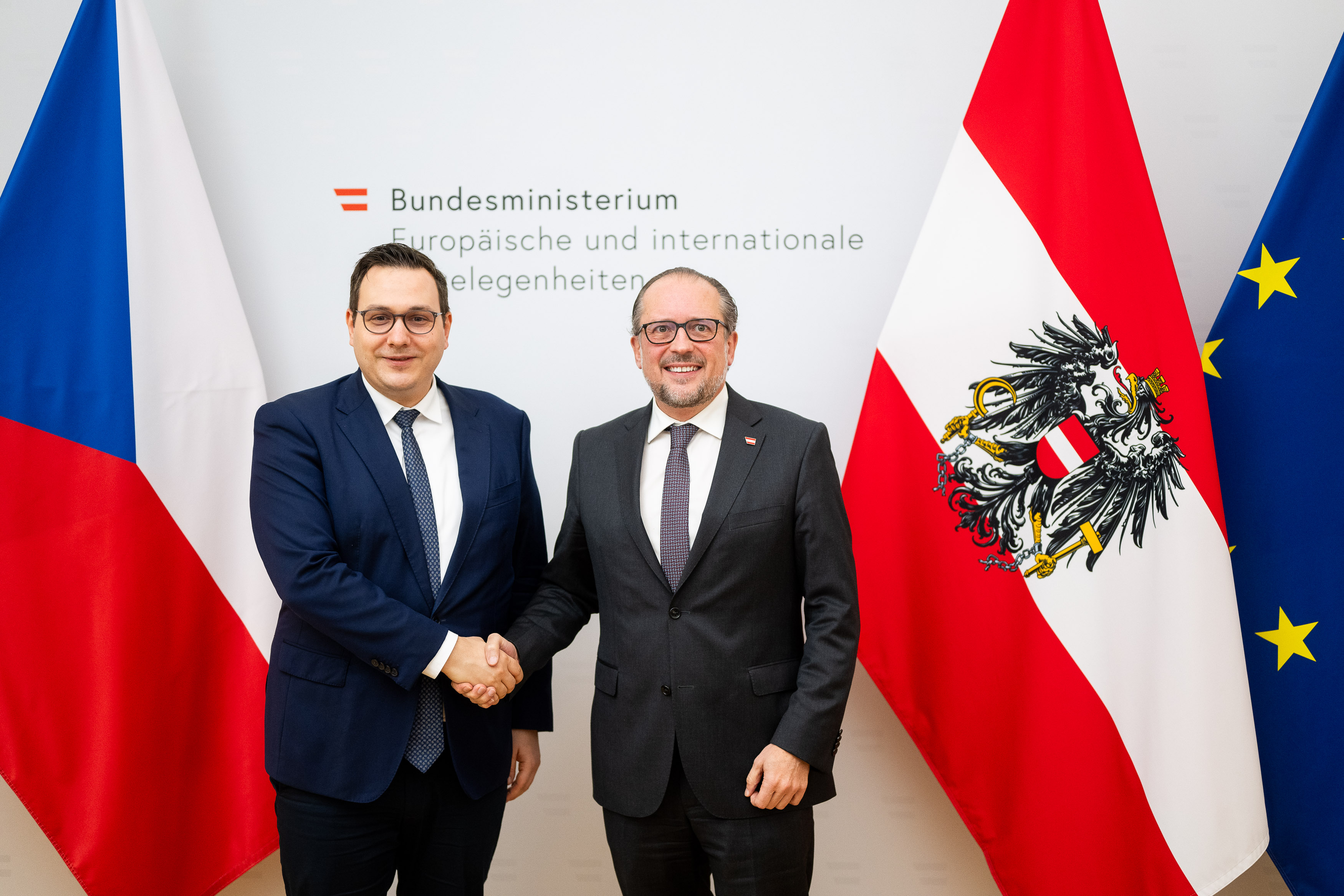
Jan Lipavsky mit Alexander Schallenberg in Wien (2023)

Nach der Samtenen Revolution 1989 entwickelten sich die bilateralen Beziehungen zwischen Österreich und der ab 1993 von der Slowakei getrennten Tschechischen Republik sehr dynamisch. Beide Staaten strebten den Beitritt zur Europäischen Union an und kooperierten in den 1990er-Jahren eng bei der Transformation von Wirtschaft und Verwaltung. In den späten 1990er-Jahren kam es jedoch zu Verstimmungen, etwa über die Nachwirkungen der Beneš-Dekrete und die Sicherheit des südböhmischen Kernkraftwerks Temelín. Vor dem EU-Beitritt Tschechiens 2004 konnten diese Streitpunkte durch einen intensiven bilateralen Dialog entschärft werden, unter anderem mittels des Melker Protokolls von 2000 und eines EU-Rechtsgutachtens zu den Beneš-Dekreten. Mit dem EU-Beitritt entfielen alle Grenzkontrollen. Der gemeinsame Binnenmarkt und die Reisefreiheit vertieften die wirtschaftliche und gesellschaftliche Verflechtung beider Länder. Heute arbeiten Österreich und Tschechien in der EU sowie in mitteleuropäischen Formaten wie der Slavkov-/Austerlitz-Gruppe (mit der Slowakei) zusammen. Auf der regionalen Ebene besteht eine enge Zusammenarbeit im Grenzgebiet zwischen österreichischen Bundesländern und tschechischen Regionen sowie ein Kooperationsabkommen zwischen Wien und Prag. Auch außenpolitisch herrscht weitgehend Einigkeit, etwa in der Unterstützung der EU-Integration der Westbalkan-Staaten. Bereits 2001 wurde eine gemeinsame Historikerkommission eingerichtet, die kontroverse Kapitel der Vergangenheit aufarbeitete und 2019 ein zweisprachiges Geschichtsbuch veröffentlichte.

## Wirtschaftsbeziehungen
Die wirtschaftlichen Verflechtungen zwischen Österreich und Tschechien sind in den letzten Jahrzehnten kontinuierlich gewachsen. Insbesondere seit dem EU-Beitritt Tschechiens 2004 verzeichnen die bilateralen Handels- und Investitionsströme eine dynamische Zunahme. Heute ist Tschechien Österreichs wichtigster Handelspartner in Mittel- und Osteuropa und der drittwichtigste in der gesamten EU. Umgekehrt zählt Österreich zu den größten Auslandsinvestoren in Tschechien; österreichische Banken und Bauunternehmen gehören zu den wichtigsten ausländischen Firmen im Land. Die Bestandssumme österreichischer Direktinvestitionen in Tschechien beläuft sich auf nahezu 17 Milliarden Euro und sichert etwa 100.000 Arbeitsplätze. Auch die öffentliche Hand beider Staaten realisierte mehrere grenzüberschreitende Infrastrukturprojekte.

## Kultur und Migration
Die kulturellen Beziehungen zwischen Österreich und Tschechien sind traditionell eng. Bereits in der Habsburgermonarchie gab es einen regen wechselseitigen Austausch: Prag und Wien waren zwei kulturelle Zentren des Reiches, und zahlreiche Künstler, Wissenschaftler und Fachkräfte migrierten und reisten zwischen beiden Metropolen. Um 1900 stellten Tschechen in Wien nach den Deutschösterreichern die größte Bevölkerungsgruppe; „böhmische Köchinnen“ und „tschechische Ziegelarbeiter“ wurden sprichwörtlich für die Zuwanderer aus den böhmischen Kronländern. Bis heute ist die tschechische Volksgruppe in Wien als autochthone Minderheit anerkannt und unterhält eigene Vereine, Schulen (etwa den Schulverein Komenský) und Medien.
Nach 1989 hat die Reisefreiheit zu einer neuen Migrationsdynamik geführt: Viele Tschechinnen und Tschechen arbeiten in Österreich oder studieren an österreichischen Hochschulen, während umgekehrt auch einige Österreicher in Tschechien leben oder beruflich tätig sind. Auf kultureller Ebene findet ein intensiver Austausch statt: Das Österreichische Kulturforum in Prag und das Tschechische Zentrum in Wien organisieren regelmäßig Ausstellungen, Konzerte und Lesungen. Zudem bestehen wichtige Institutionen der bilateralen Kulturarbeit wie das österreichische Gymnasium und das Österreich-Institut in Prag sowie die Schulen und Kulturvereine der tschechischen Minderheit in Wien. Die enge Verbundenheit zeigt sich nicht zuletzt im Tourismus: Jahr für Jahr besuchen zehntausende Österreicher ihr nördliches Nachbarland, und umgekehrt entdecken immer mehr Tschechen Österreich als Urlaubsland.

## Diplomatische Vertretungen
- Österreich hat eine Botschaft in Prag.[21]
- Die Tschechische Republik hat eine Botschaft in Wien.[22]

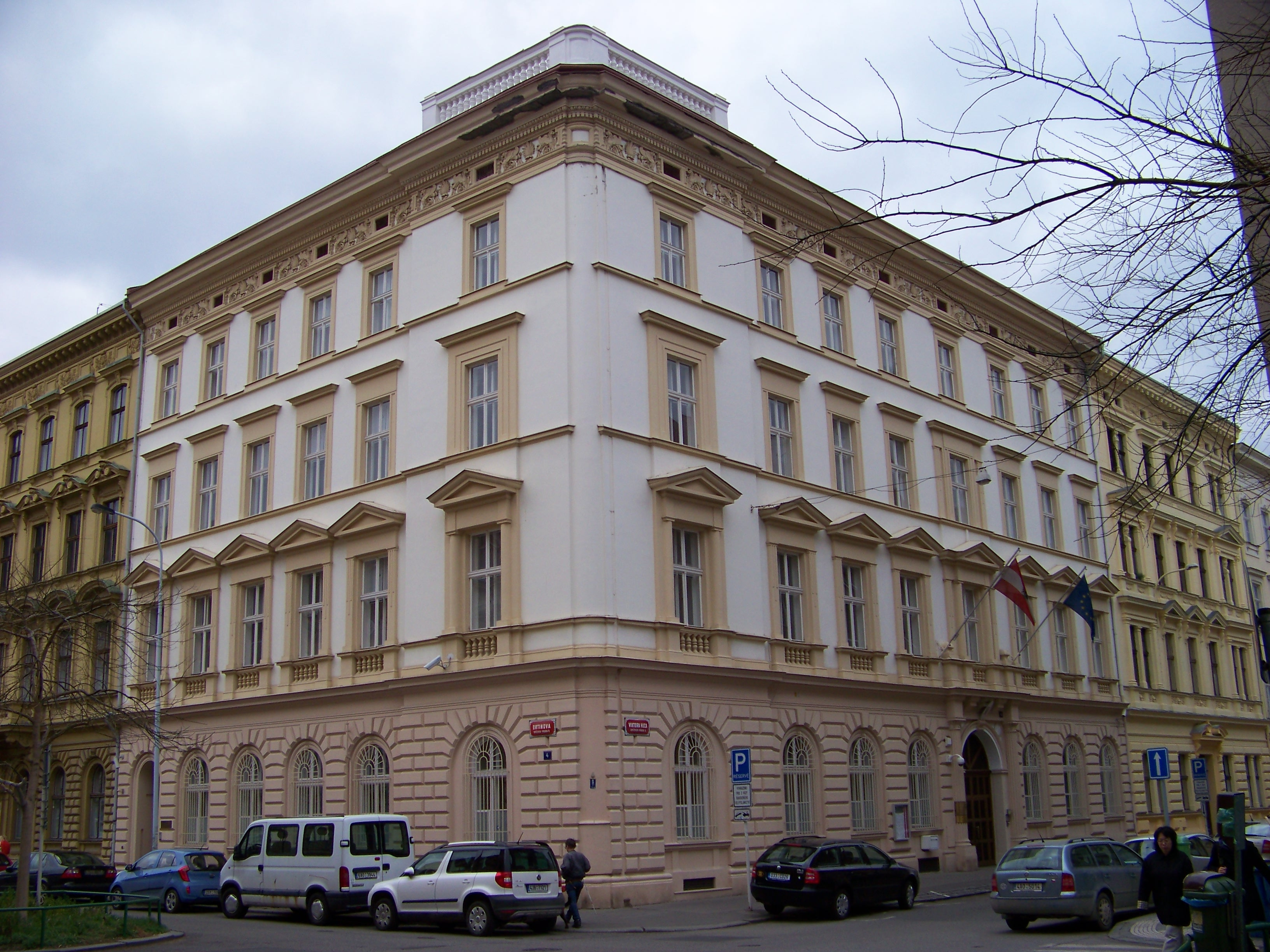
Österreichische Botschaft in Prag
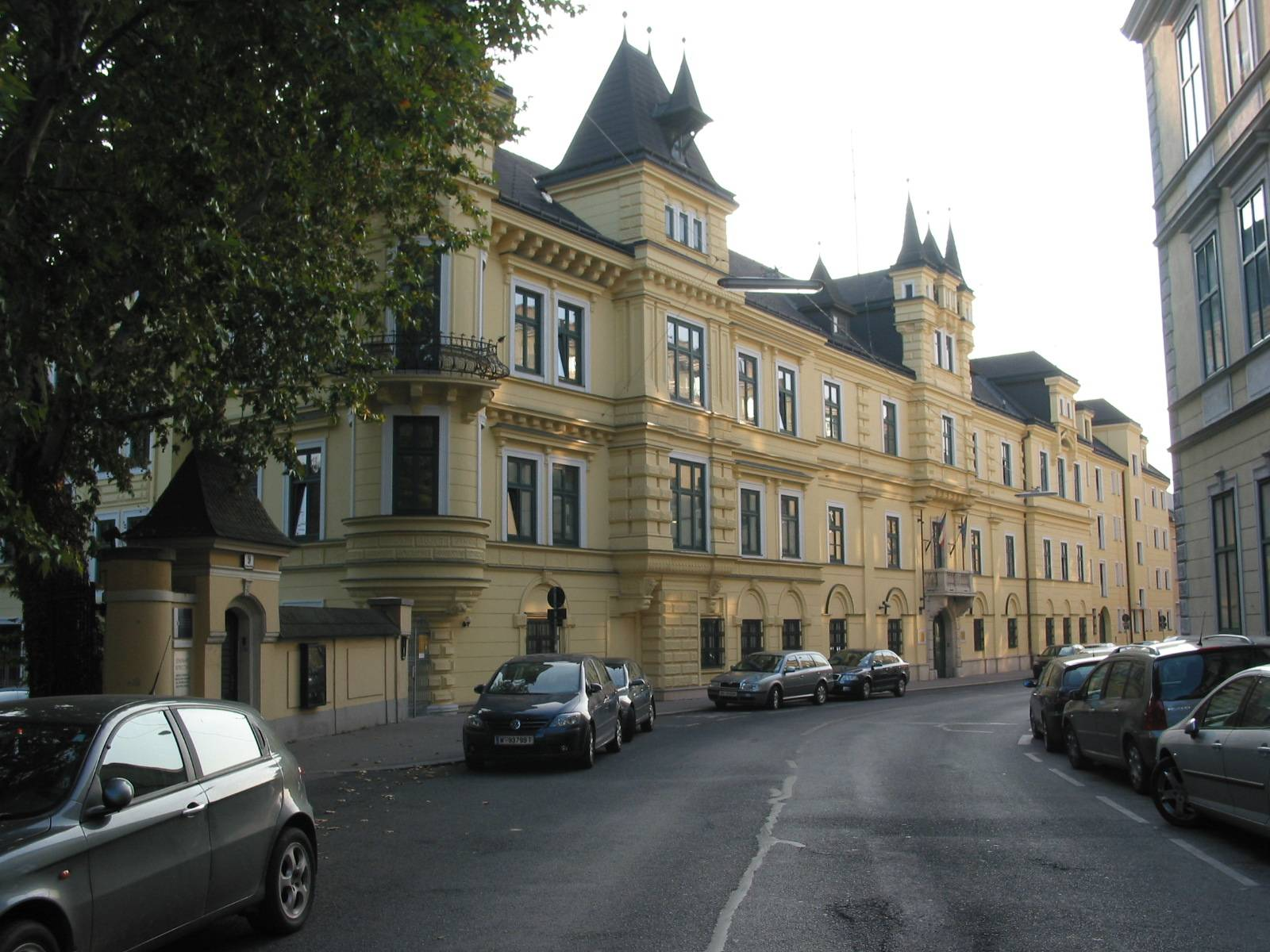
Botschaft der Tschechischen Republik in Wien